# Basenotes
Basenotes é uma página de web com o objetivo de disponibilizar e compartilhar informações acerca de fragrâncias. Situada em Londres, foi fundada em 1 de agosto de 2000 pelo empresário Grant Osborne e, inicialmente, tinha como finalidade trazer informações referentes à produtos do gênero masculino; no entanto, a partir de 2004, expandiu para abordar perfumes destinados ao público feminino. Reconhecido internacionalmente por seus esforços no ramo, o The New York Times se referiu à página como "o rialto para conversas sobre perfume". Além disso, realiza anualmente cerimônias de premiação — sob o nome Basenotes Fragrance Awards — para honrar os melhores produtos do gênero.